# درود بر مریم (ترانه توپاک)
«درود بر مریم» (به انگلیسی: Hail Mary) ترانه‌ای از خواننده رپ آمریکایی توپاک شکور از آلبوم آخر خود با نام دون کیلومیناتی: نظریه ۷ روز با نام هنری جدیدش ماکاولی است. این ترانه پس از مرگ وی در سپتامبر ۱۹۹۶ منتشر شد، شامل اشعار رپ توسط Kastro , Young Noble و Yaki Kadafi از The Outlawz و Prince Ital Jo است. یک موسیقی ویدیویی برای این آهنگ گرفته شده‌است و می‌توانید آن را در لوح دوسویه از The Don Killuminati: The 7 Day Theory پیدا کنید.
این ترانه ماکاولی را در منطقه بندی خشونت و منفی گرایی پیرامون خود، دعا کردن با خدا و ارجاعات کتاب مقدس نشان می‌دهد. «درود بر مری» در سال ۱۹۹۸ در بزرگترین بازدیدهای شکور ظاهر شد. همچنین یک ریمیکس از این آهنگ در آلبوم Nu-Mixx Klazics در سال ۲۰۰۳ وجود داشت.

## تولید
تکمیل درود بر مریم زیر ۱ ساعت طول کشید. مدت زمان نوشتن حدود ۱۵ دقیقه پطول کشید. Hurt-M-Badd در ۲۰–۳۰ دقیقه این این آهنگ را ساخت. "Outlawz در یک تعقیب و گریز کاغذ، می‌توانی رابطه برقرار کنی؟ ..." در ابتدا قلاب بود اما سپس ماکاولی گفت: "نه، ما می‌خواهیم آن را در انتها قرار دهیم."

## در فرهنگ عامه
این آهنگ به عنوان ادای احترام به 2Pac در تور Up in Smoke Tour، در سال ۲۰۰۰ پخش شد. هنرمندان رپ دکتر Dre & Snoop Dogg این ترانه را به عنوان یکی از ۳ ترانه ای که آنها ساخته‌اند، برای احترام به احترام 2Pac و با خواندن آواز کر، این آهنگ را اجرا کردند.
در ۱۵ آوریل ۲۰۱۲، این آهنگ به عنوان افتتاحیه اجرای 2Pac Hologram در کنار مجریان زنده یاد دکتر درو و اسنوپ داگ در جشنواره موسیقی و هنر دره کوآچلا پخش شد. آهنگ در این هفته ۱۳۰۰۰ بارگیری را برای افزایش فروش ۱۵۳۰ درصدی منتقل کرد.
این ترانه در فیلم Baby Boy (نوجوان پسر) پخش شد که قرار بود خود شکور نقش اصلی آن را بازی کند. این فیلم در سال ۲۰۰۱ توسط جان سینگلتون اکران شد، اما چون شکور دیگر زنده نبود، تایگرت گیبسون جایگزین سینگلتون شد. این آهنگ زمانی پخش می‌شد که جودی، رهبر، آرزو داشت که توسط پلیس اسلحه شود یا در زندان محبوس شود و دوست دختر و پسرش از وی دیدن کنند. در حالی که آهنگ در حال پخش است، تصویر 2Pac در اتاق جودی دیده می‌شود.
فیلم ۲۰۱۵ Straight Outta Compton نشان می‌دهد که شاکور در حال ضبط آهنگ در صحنه ای است که در سال ۱۹۹۵ اتفاق می‌افتد، یک سال قبل از انتشار آن. با این حال، این هرگز در زندگی واقعی اتفاق نیفتاد، زیرا دکتر در قبل از ضبط آهنگ واقعی، Death Row Records را ترک کرد.
این در فیلم بوکس Creed 2015 به عنوان موسیقی ورودی به دونی کرید (مایکل بی. جوردن)، پسر آپولو کرید، در آخرین مسابقه خود در این فیلم پخش شد.
این ویدئو در بیوگرافی فیلم 2Pac، All Eyez on Me (2017) پخش شد که در آن او آهنگ را در The House of Blues در ژوئیه ۱۹۹۶ اجرا کرد. با این حال، این صحنه در زندگی واقعی هرگز رخ نداده‌است.

## نسخه‌های کاور و ریمیکس‌ها
در سال ۲۰۰۱، خواننده رپ جا رول آهنگ 2Pac "Pain" را از جلسات Above the Rim بازسازی کرد، آهنگ "So Much Pain" را بازخوانی کرد و در بیت دوم توپاگ همان‌طور که در آهنگ اصلی بود، باقی ماند. بسیاری دیگر، به ویژه رقبای او، از Ja Rule که سعی در تقلید از 2Pac داشت، ناراحت شدند. در نتیجه فیفتی سنت، امینم و باستا رایمز ریمیکس درود بر مریم را در سال ۲۰۰۳ ساختند. متن ترانه‌ها برای نشان دادن عکسهای متعدد در Ja Rule، از جمله چندین خط با هدف "تقلید" وی از 2Pac، دوباره بازسازی شد.
جی کول قلاب "سلام مری" را در ترانه "Enchanted" خود در کنار چراغ‌های جمعه شب میکس تیپ خود قرار داد.
خواننده آراندبی مونیکا آن را در ترانه "U Deserve" در آلبوم All Eyez on Me در سال ۲۰۰۲ نمونه برداری کرد.
خواننده رپ لیل وین در اپیزود خود در MTV Unplugged در سال ۲۰۱۱ آهنگ را پوشش داد.
گروه الکترونیکی Blood On The Dance Floor اولین آیه را برای اولین تک آهنگ خود، "Resurrection Spell" از آلبوم ۲۰۱۷ خود، Kawaii Monster، درهم آمیخت.
Pusha T قلاب آهنگ را در قطعه "What would Meek Do؟" در آلبوم Daytona 2018 خود.

### نمودارهای هفتگی
| نمودارها (۱۹۹۷)                   | اوج موقعیت |
| --------------------------------- | ---------- |
| نمودار مجردهای انگلستان           | ۴۳         |
| تک آهنگ‌های رپ داغ بیلبورد آمریکا  | ۸          |
| تک آهنگ‌های R&B داغ بیلبورد آمریکا | ۱۲         |